# Кільце з рубіном
«Кільце з рубіном» (англ. The Ruby Ring) — американо-британський пригодницький телевізійний фільм 1997 року.

## Сюжет
Батько Люсі Маклафлін відправив її жити до бабусі бо втратив роботу і тепер не може зводити кінці з кінцями. Щоб допомогти, старенька дає Люсі чарівне кільце, яке може виконати два бажання. Дівчина побажала жити в розкішному будинку, але натомість її перенесло в XIX століття, у величезний замок. Також вона втрачає кільце, яке намагаються повернути назад.

## У ролях
| Актор             | Роль               |
| ----------------- | ------------------ |
| Емілі Гамільтон   | Люсі               |
| Емма Кунніфф      | Норін / Неллі      |
| Патриція Росс     | місіс Маклафлін    |
| Тодд Бойс         | містер Маклафлін   |
| Софія Мані-Кауттс | Вікторія Маклафлін |
| Ян Моффат         | Гран               |
| Бріджет Б'яджі    | велика тітка Едіт  |
| Рутгер Гауер      | Патрік Коллінз     |
| Джуді Парфітт     | місіс Ракслі       |
| Джилліан Кірні    | Елізабет Ленглі    |
| Саманта Бонд      | Мері Спенсер       |
| Крісті Анхольт    | Роберт Ленглі      |
| Джоанна Тоуп      | леді Ленглі        |